# North West River
North West River ist eine Gemeinde (Town) in der kanadischen Provinz Neufundland und Labrador. 

## Lage
Die Gemeinde befindet sich im zentralen Osten von Labrador und gehört zur Census Division No. 10. Sie befindet sich am Nordufer des gleichnamigen Flusses an dessen Mündung in den Lake Melville. Der Ort befindet sich auf einer Halbinsel, die im Osten an den Little Lake und im Westen an den Lake Melville grenzt.
Über den Fluss führt eine Straßenbrücke zum gegenüberliegenden Ufer, wo sich die Ortschaft Sheshatshui, die zugleich ein Indianerreservat darstellt, befindet. Die Route 520 verbindet North West River mit dem 30 km südwestlich gelegenen Happy Valley-Goose Bay.

## Einwohnerzahl
Beim Zensus im Jahr 2016 hatte die Gemeinde eine Einwohnerzahl von 547. Fünf Jahre zuvor waren es noch 553. Somit nahm die Bevölkerung in den letzten Jahren geringfügig ab. Die Bevölkerung besteht überwiegend aus Inuit und Angehörigen anderer First Nations.

## Geschichte
North West River geht auf einen Handelsposten zurück, der 1743 von dem französisch-kanadischen Pelzhändler Louis Fornel gegründet wurde. Etwa 20 Jahre später übernahmen die Engländer das Gebiet. Ab 1836 betrieb die Hudson’s Bay Company einen Handelsposten in North West River. Die Errichtung des Luftwaffenstützpunktes Canadian Forces Base Goose Bay in den 1940er Jahren bei Happy Valley-Goose Bay brachte Arbeitsplätze in die Region.